# كاريني
قرينش أو كَريني أو (نقحرة: كاريني) (بالإيطالية: Carini)‏، اسمها اللاتيني هيكارا Hyccara أو هيكاروم Hyccarum، هي مدينة وبلدية في مقاطعة باليرمو في صقلية على بعد 13 كم بالقطار عن باليرمو. يبلغ عدد سكانها من 37,752.

## السكان
في سنة 1861 بلغ عدد السكان 12٬689 نسمة، وتطور العدد ليصل في سنة 2011 لـ 35٬681 نسمة.
يظهر هذا المخطط البياني تطور النمو السكاني لـ كاريني